# Готы

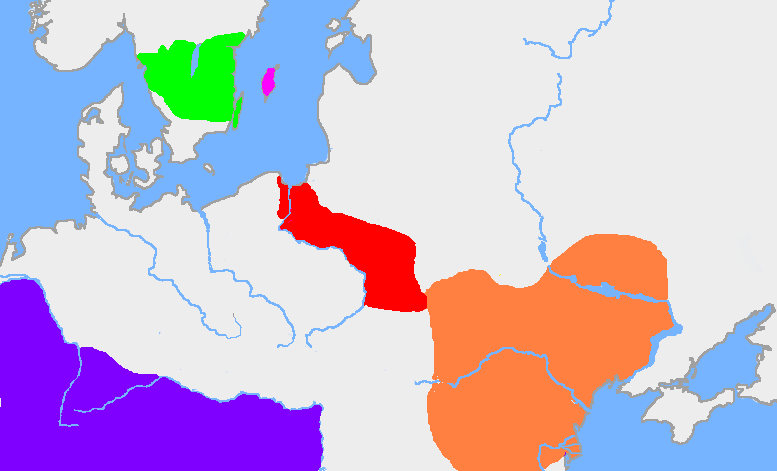
Распространение готов (приблизительное)
— Готланд,
— Гёталанд (историческая территория),
— Вельбарская культура,
— Черняховская культура,
— Римская империя

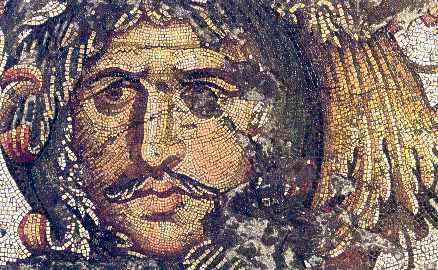
Готский вождь — мозаика Большого дворца в Константинополе

Го́ты (гот. 𐌲𐌿𐍄𐌸𐌹𐌿𐌳𐌰, Gutþiuda, лат. Gothi, Gonthi, Got(h)ones — Гутоны, др.-греч. Γότθοι (Gotthoi), Γόθοι) — древнегерманский союз племён восточногерманской подгруппы, говоривших на готском языке (для которого епископ Ульфила в IV веке н. э. разработал готское письмо).
Со II века н. э. до VIII века н. э. готы играли значительную роль в истории Европы. В первые века нашей эры они начали путь от Скандинавского полуострова и постепенно расселились в Северном Причерноморье и у реки Дунай, достигнув аванпостов Римской империи. В IV веке среди готов распространилось христианство.

## Название
На готском языке готы назывались гот. 𐌲𐌿𐍄𐌸𐌹𐌿𐌳𐌰, Gut-þiuda «Готский народ» или Gutans. Прагерманское название народа восстанавливается в виде Gutōz и, как считают учёные, к нему восходят также названия «гёты» и «готландцы». Какой корень лежит в слове Gutōz, до сих пор не выяснено, однако учёные полагают, что он связан с прагерманским глаголом geuta- «лить».

## Ранняя история
Общепринятым является мнение, что готы сложились в Скандинавии — в области, которую Иордан называл Скандза — около II век н. э., (вероятно, на полуострове Сконе).
Во II веке при короле Бериге готы переправились через Балтийское море и заняли низовья Вислы, где встречаются археологические памятники Вельбарской культуры (Иордан именует эту область Готискандза). Вытесненные готами с территории современной Польши вандалы и руги начали движение на юг, заставляя местное население смещаться в сторону Средиземноморья. Отсюда — первый натиск варваров на северо-восточные границы Римской империи, который она ощутила при Марке Аврелии (II век н. э.).
Вместе с тем, Иоанн де Галонифонтибус в книге «Познание мира» отмечал следующее: «Готы претендуют на происхождение от шотландцев и говорят как англичане». Очевидно, автор — нормандец по происхождению, живший на рубеже XIV—XV веков — отождествил современных ему готов с шотландцами (скоттами) по созвучию, может быть еще по давнему воспоминанию о приходе с северного острова, а их язык с английским — как лучше всего знакомым ему из германских языков.
Пятый после Берига король готов Филимер привёл их в земли гетов и скифов (Приднепровье). Согласно Иордану, готы от берегов Вислы достигли северного побережья Чёрного моря, расселившись между Днепром и Азовским морем. Это единственное, что известно о приходе готов в Северное Причерноморье из письменных источников. По ареалу памятников черняховской культуры область расселения готских племён к IV веку простиралась от Северского Донца на востоке до Карпат и нижнего Дуная на западе.
Исследователи ранней готской истории в Причерноморье достаточно единодушно локализуют район их первоначального расселения в Западном Приазовье. Размещение готов в III в. в области Меотиды подтверждается римскими сообщениями.
На территории нынешней Украины возникло готское государство Ойум. Письменные источники по истории Ойума — «Гетика» Иордана и скандинавские саги (в первую очередь, «Сага о Хервёр»), которые повествуют о борьбе готов с гуннами. Столицей единого готского государства в скандинавском фольклоре считался город на Днепре — буквально Данпарстад. В саге о Хервёр столичным назван «речной дом» — Археймар.
Около 230 года н. э. готы спустились в Причерноморье. Когда с готами впервые столкнулись римляне, они уже разделились на две ветви — восточную (остготы) и западную (вестготы). К числу готских племён относились также скиры, таифалы и крымские готы, от которых позднее отделились готы-трапезиты Тамани.

## Готские войны

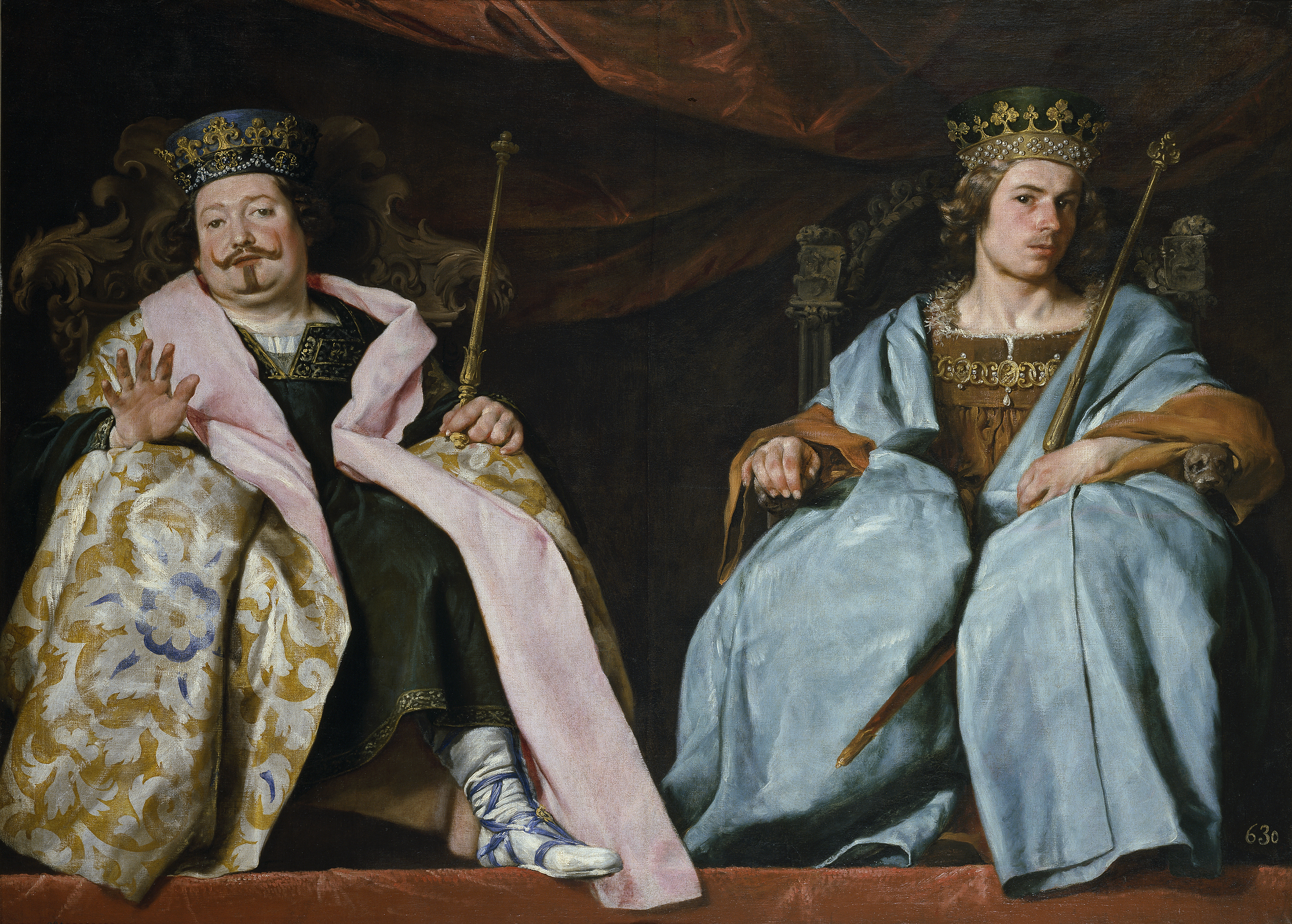
«Вестготские короли», картина испанского художника Алонсо Кано, XVII век

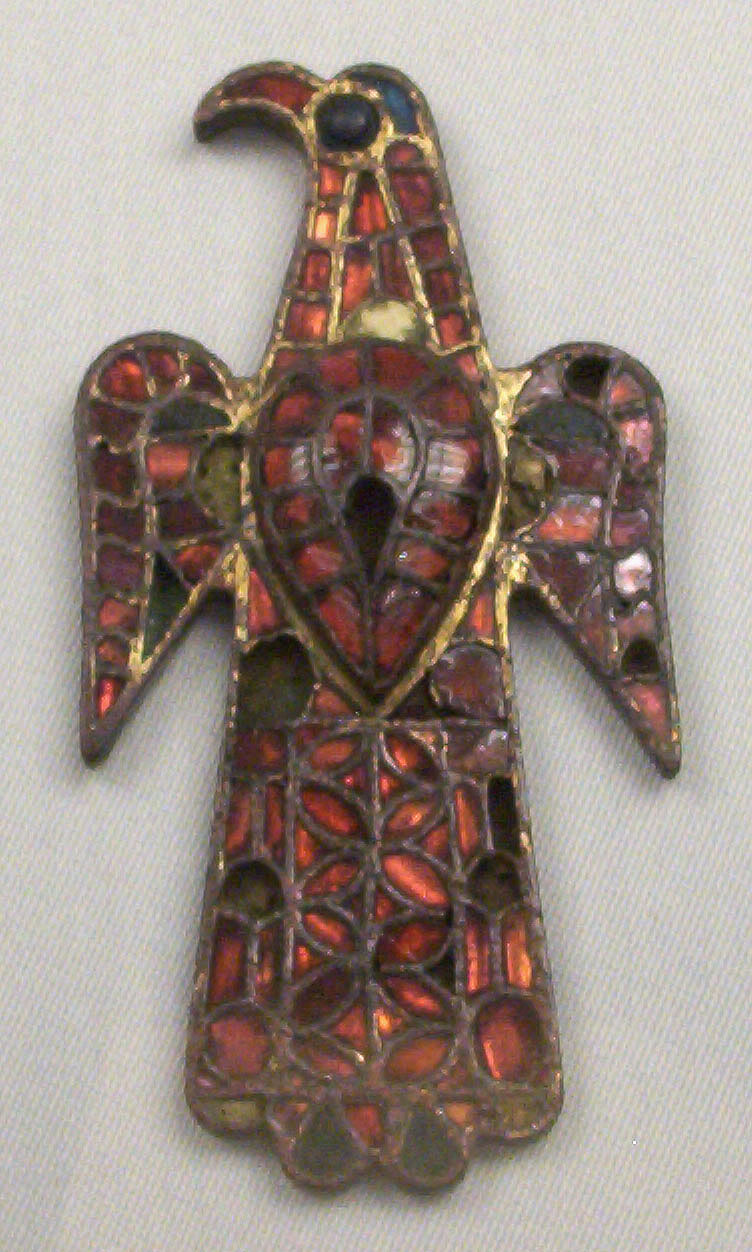
Вестготская брошь

- В III веке готы вытеснили римлян из Дакии (нынешняя Румыния), тогда же произошло разделение готов на западных (вестготы) и восточных (остготы).
- В 257 году отряды готов достигли восточного Крыма и, частично разграбив Боспорское царство (Пантикапей и Нимфей) и захватив флот, отправились к берегам Малой Азии. Этим они уничтожили скифское царство с центром в Крыму.
- Весной 258 года днестровская флотилия готов достигла Босфора и разграбила Халкедон и Никею.
- В 262 году нападению подверглась Фракия.
- В 267 году, выйдя из устья Дона, готский флот достиг Коринфа и Афин.
- В 269 — столкновение готов с армией римского императора около города Ниша (Сербия). Аврелиан вынужден был оставить Дакию варварам.
- В 271 император Аврелиан разгромил готов на их землях.
- В IV веке готы приняли арианскую модель христианства и обрели собственную письменность — готский алфавит, изобретённый епископом Вульфилой, который перевёл на готский библейские тексты (Серебряный кодекс).
- 364—378 — во времена императора Валента II гунны напали на владения готов.
- 367—369 — походы на готов императора восточной части Римской империи Валента за Дунай в 367 и 369 годах (Готская война 367—369).
- В 375 гунны уничтожили королевство готов в Причерноморье.
- В 376 готы пришли на Дунай и переселились на Балканы.
- В 378 они разбили армию римского императора Валента II при Адрианополе.

## Остготы, вестготы, крымские готы
- В 410 король вестготов Аларих разрушил Рим.
- В 412 вестготы вторглись в Галлию.
- В 414 вестготы вторглись в Испанию.
- В 418 вестготы отступили в Аквитанию (Юго-Западная Франция) и основывали там своё королевство.
- В 451 при Каталаунских полях союз готов и других племён остановил продвижение на запад гуннов.
- В 463 вестготы возобновили завоевание Испании.
- В 493 король остготов Теодорих основал королевство в Италии.
- В 507 франки вытеснили вестготов из Аквитании.
- В ходе Готской войны (536—555) армия византийского императора Юстиниана уничтожила государство остготов в Италии.
- В 711 арабская армия Тарика ибн Зияда уничтожила королевство вестготов в Испании.
- К началу XVII века относятся последние сведения о готской общине в Крыму (см. Крымско-готский язык).

## Язык и письменность

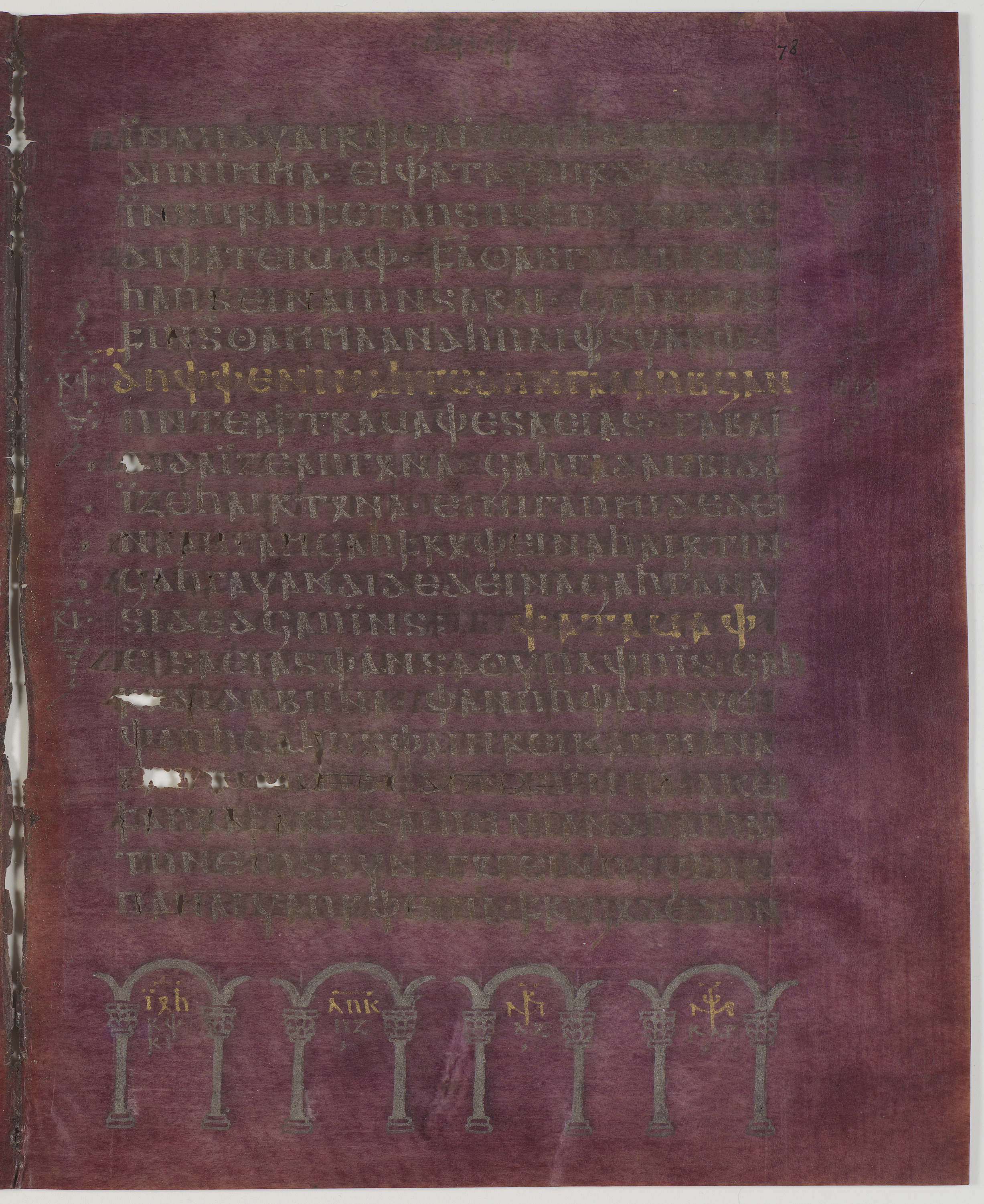
Библейские письмена с использованием готского письма

Готский язык — мёртвый восточногерманский язык индоевропейской семьи. Окончательно он исчез, вероятно, к началу IX века; в Крыму, однако, сохранялся дольше.
Славяне переняли от готского языка множество слов. В русском языке к готскому могут восходить слова «хлеб» (гот. 𐌷𐌻𐌰𐌹𐍆𐍃, hlaifs), «котёл» (гот. 𐌺𐌰𐍄𐌹𐌻𐍃, katils), «блюдо» (гот. 𐌱𐌹𐌿𐌸𐍃, biuþs «стол»), «купить» (гот. 𐌺𐌰𐌿𐍀𐍉𐌽 или *𐌺𐌰𐌿𐍀𐌾𐌰𐌽, kaupon или *kaupjan), «верблюд» (гот. 𐌿𐌻𐌱𐌰𐌽𐌳𐌿𐍃, ulbandus), «чехол» (гот. 𐌷𐌰𐌺𐌿𐌻𐍃, hakuls «плащ»), «хлев» (гот. 𐌷𐌻𐌰𐌹𐍅, hlaiw «могила»), «буква» (гот. 𐌱𐍉𐌺𐌰, boka «буква, книга»), «художник» (от гот. 𐌷𐌰𐌽𐌳𐌿𐌲𐍃, handugs «умный, мудрый») и др.
Готы первыми из германских племён приняли христианство (арианского толка). Готская Библия — первый литературный памятник на германском языке; одновременно это и первый переводный германский письменный памятник. На сегодняшний день известны лишь отдельные отрывки этого перевода. Тем не менее, с точки зрения филологии (как литературоведения, так и сравнительно-исторического языкознания) он уникален и ценен. Этот перевод был осуществлён в IV веке н. э. арианским епископом Ульфилой.

## Память о готах

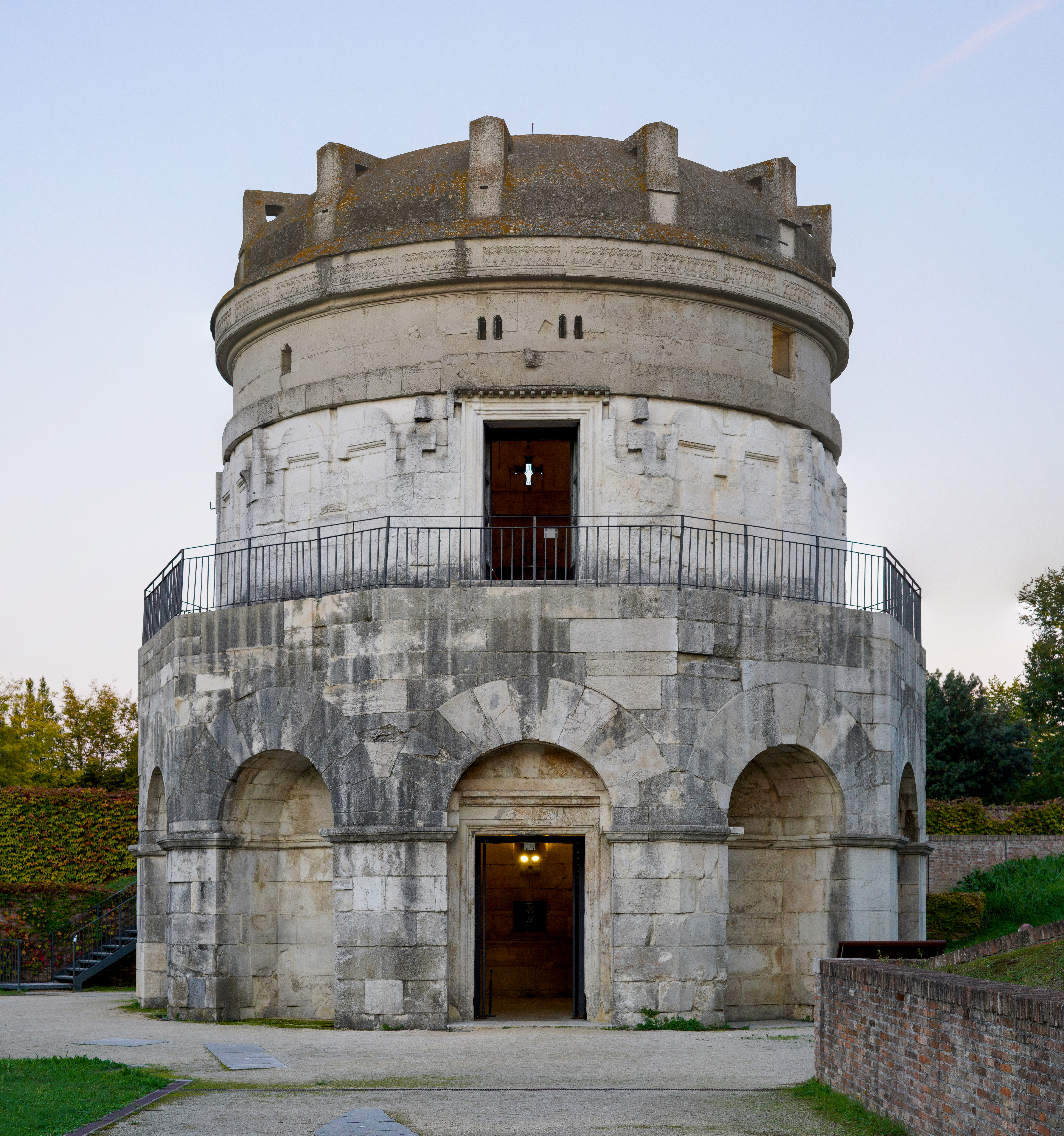
Мавзолей Теодориха (520) — единственный сохранившийся памятник остготской архитектуры

Считается, что никакой другой «варварский» народ не оказал столь значительного влияния на европейскую историю, как готы.
До появления термина Средние века всё германско-варварское в европейской культуре обозначалось эпитетом «готический». Отсюда происходят термины готика и готический шрифт, хотя соответствующие явления к готам прямого отношения не имеют. Готским влиянием объяснялось возникновение рифмованной поэзии.
На преемство по отношению к готам претендовали шведские и польские короли («короли шведов (свеев), готов и вендов»), Саксон Грамматик внёс Германариха и других готских героев в родословие датских королей, потомками вестготов считала себя испанская знать. Рыцарь и поэт испанского Возрождения Хорхе Манрике, представитель одного из самых знатных семей Кастилии, писал о «готской крови» своего рода, на готское происхождение претендовали короли Астурии.
Вместе с тем, поскольку именно готы сыграли в событиях Великого переселения народов столь выдающуюся роль, во времена Ренессанса именно они рассматривались итальянскими гуманистами как носители того варварского начала, которое и разрушило поздне-античную цивилизацию, что породило в Новое время такое явление, как готицизм.